# El Ghnada
El Ghnada  (arabe : الغنادة) est une ville tunisienne située dans le gouvernorat de Monastir.
Elle constitue une municipalité comptant 5 100 habitants en 2014 et elle dépend administrativement de la délégation de Beni Hassen.